# Bolsward
Bolsward (pronúnciaⓘ; frísio ocidental: Boalsert) é uma municipalidade e cidade na província da Frísia (Fryslân), no norte dos Países Baixos. Bolsward tem uma população de menos de 10.000 habitantes e é a única cidade oficial dentro das fronteiras da municipalidade.

## História
A cidade foi fundada sobre três colinas artificiais feitas para moradia, comuns no litoral dos Países Baixos, uma das quais foi construída algum tempo antes de Cristo. Bolsward era uma cidade voltada para o comércio e contava com um porto na Idade Média. O mar que percorria a cidade ligava o porto ao mar do Norte, mas essa conexão foi perdida quando a água de Bolsward retornou ao mar. Foi considerada uma cidade oficialmente em 1455 e fez parte, como membro, de uma comunidade da Liga Hanseática.

## Eventos
Bolsward é uma das onze cidades que fazem parte do Elfstedentocht, famosa maratona de patinação de velocidade que escolhe os locais de competição pela dureza do gelo. É também a cidade-sede da turnê anual de ciclismo de estrada da Frísia, conhecida como 11-stedentocht.